# Gémes Péter
Gémes Péter (Budapest, 1951. április 11. – Budapest, 1996. október 22.) képzőművész, az 1980-as, '90-es évek magyar művészetének meghatározó alkotója.

## Élete
A budapesti Képző- és Iparművészeti Gimnáziumban érettségizett. Grafikai tanulmányait a Varsói Képzőművészeti Akadémián végezte, ahol litográfiára specializálódott. Itt ismerkedett meg későbbi feleségével, a polonista Héjj Klárával. Lengyelországi diáktársa volt Nováky Ákos grafikusművész is, akivel életre szóló barátságot kötött. Gémes korai grafikai munkái már későbbi munkásságának számos konceptuális jegyét magukon hordozzák. Legjellegzetesebb műveivel a – body arthoz kapcsolódó – magyar képzőművészeti fotóhasználat egyik legeredetibb képviselőjévé vált. Kikísérletezett egy különös megvilágítási technikát, amellyel saját testéről, élő modellekről és tárgyakról erősen kontrasztos, fekete-fehér fényképeket készített.
1985-1988 között elnyerte a Derkovits-ösztöndíjat, 1990-ben a Római Magyar Akadémia ösztöndíját.
1989-től a Iparművészeti Főiskola tanárképző szakán, a Vizuális Stúdiumok műtermében tanított.

## Egyéni kiállításai
- 1981 • Lengyel Tájékoztató és Kulturális Központ, Budapest
- 1983 • Fiatal Művészek Klubja, Budapest
- 1984 • Tanulóévek, Stúdió Galéria, Budapest
- 1986 • Vándorévek, Dorottya Galéria, Budapest
- 1988 • Salamon-torony [Szirtes Jánossal], Visegrád
- 1989 • Vigadó Galéria, Budapest [Nováky Ákossal]
- 1990 • Hincz Gyula Terem, Vác • G. Promocyjna, Varsó
- 1991 • Kisgaléria, Pécs • Megyei Könyvtár, Békéscsaba • Tarbes (FR)
- 1994 • Dovin Galéria, Budapest
- 1995 • Vigadó Galéria, Budapest
- 1995 • Ifa-Galerie Friedrichstrasse, Berlin
- 1998 • Dovin Galéria, Budapest
- 1999 • Napló, Platán Galéria, Lengyel Intézet, Budapest
- 2000 • Gémes Péter gyűjteményes kiállítása, Műcsarnok, Budapest[2]
- 2010 • Gémes Péter képzőművész emlékkiállítása, Miskolci Galéria Városi Művészeti Múzeum
- 2011 • MissionArt Galéria, Budapest[1][3]

## Díjai
- Lengyel kultúráért kitüntetés (1986)
- XV. Országos Grafikai Biennálé Kondor Béla-emlékpályázat díja (1989)
- Munkácsy-díj (1994)[1]

## Külső hivatkozások
- Beke László szócikke az Artportalon
- Kiscelli Múzeum leírása